# Le Orme
Ne doit pas être confondu avec Le orme.
Pour les articles homonymes, voir Orme (homonymie).
Le Orme est un groupe de rock progressif italien, originaire de Marghera, à Venise. Il est l'un des plus importants issus de la scène rock progressif italienne des années 1970. Il est l'un des rares groupes de rock italiens de cette époque à obtenir le succès en Amérique du Nord et en Europe.
Dans les années 1970 et dans les années 1980, le groupe approche également la musique pop. En 1982, les musiciens se séparent, mais se sont de nouveau réunis en 1986. Dans les années 1990, Le Orme se tournent de nouveau vers le rock progressif.

## Biographie

### Débuts (1966–1970)

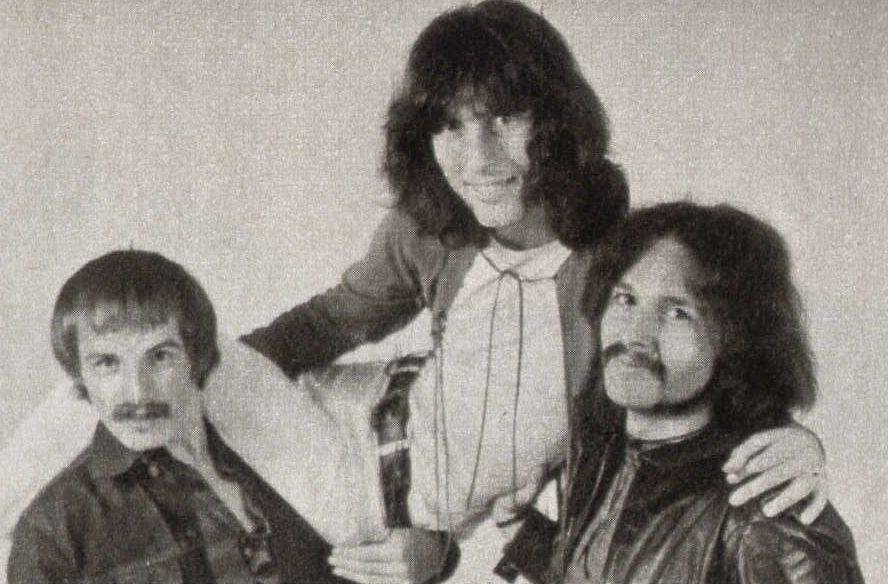
Le Orme en 1969.

Le groupe est formé en 1966 à Marghera par Aldo Tagliapietra (chant, guitare), Marino Rebeschini (batterie), Nino Smeraldi (guitare solo) et Claudio Galieti (basse). Ils voulaient d'abord s'appeler Le Ombre, et décident finalement d'adopoter un nom similaire, Le Orme. Dans un premier temps, il joue un style musical situé entre la beat music et le rock psychédélique similaire à celui des groupes britanniques de cette période. L'une de leur première grande performance se fait le 2 juin 1966, aux côtés du groupe de beat britannique The Rokes, au Teatre Corso de Mestre.
En 1967, le jour après l'enregistrement de leur premier single, Fiori e Colori pour le label milanais CAR Juke Box (qui a été rejeté par EMI), Rebeschini quitte le groupe pour une carrière militaire. Il est rapidement remplacé par Michi Dei Rossi du groupe Hopopi. L'année suivante, leur deuxième single, Senti l'estate che torna, est choisi pour l'émission Un disco per l'estate organisée par l'Italian Phonographic Association et RAI. C'est à cette période que Tony Pagliuca (ex-Hopopi et Delfini) se joint au groupe aux claviers. Plus tard la même année, ils entament leur premier album, Ad gloriam, annoncé pour 1969. Le morceau-titre est repris par le DJ David Holmes sur son album Bow Down to the Exit Sign (2000). Galieti part aussi effectuer son service militaire, laissant derrière lui Tagliapietra à la basse. Puis Smeraldi par aussi, laissant le trio seul derrière lui.

### Succès (1970–1977)

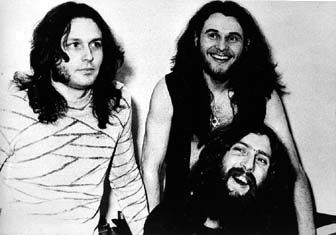
Le Orme en 1973.

Au printemps 1971, Le Orme enregistre un deuxième album studio, Collage. Grâce à la publicité effectuée par l'émission de la chaine radio RAI Per voi giovani, l'album se popularise rapidement et se classe au top 10 des charts italiens. Il est suivi par Uomo di pezza en 1972, qui attient aussi les charts italiens. Uomo di pezza génère également un single à succès, Gioco di bimba, et le groupe tourne en Italie en décembre 1972 avec Peter Hammill de Van der Graaf Generator (VdGG étant en pause à cette période). C'est leur prochain album, cependant, Felona e Sorona, considéré comme l'un « des exemples flagrants du rock progressif italien », que Le Orme se popularise réellement dans son pays. À la demande de Tony Stratton-Smith, Le Orme enregistre une version en  anglais de Felona e Sorona pour Charisma Records, dont la traduction est faite par Peter Hammill.
En janvier 1974, Le Orme enregistre son premier album live, In concerto, au Teatro Brancaccio de Rome. Plus tard dans l'année sort un autre album, Contrappunti. Il atteint aussi le succès, mais pas les charts comme pour Felona e Sorona. En 1975, le label Cosmos de Neil Kempfer-Stocker sort Beyond Leng, une compilation principalement instrumentale qui permet au groupe de se faire connaitre du public américain. Le groupe part pour Los Angeles enregistrer son prochain album. Dans le même temps, ils recrutent le guitariste Tolo Marton, faisant désormais du groupe un quatuor. En résulte Smogmagica, qui comprend une reprise de Paul Whitehead, mais qui est une déception pour les fans. Marton quitte peu après la fin des sessions pour l'album, et Germano Serafin est recruté pour le remplacer. L'album suivant, Verita nascoste, est un retour culminant à leur style d'origine, mais le groupe se retrouvera bientôt piégé par le déclin du rock progressif.

### Changement de style (1977–1982)
Pour leur huitième album, Storia o leggenda, Le Orme se retire des tournées afin de se consacrer à un changement de direction musicale. En résulte l'album Florian dans lequel le groupe troque ses instruments électriques pour des instruments classiques, résultant à un style de musique de chambre plutôt que du rock. L'album est acclamé par la critique, et récompensé d'un Italian Music Critics' Award. Ils suivent avec Piccola rapsodia dell'ape, qui stylistiquement similaire, mais qui n'atteint pas le succès de son prédécesseur. Revenant en trio, le groupe tente de percer à nouveau dans la pop avec Venerdi. Cet album prouve être également un échec commercial, causant ainsi la séparation du groupe.

### Retour (1986–1992)
Le Orme se reforme en 1986, uniquement pour les concerts. Mais ils se persuadent de publier un nouveau single, Dimmi che cos'è, pendant la 37e édition du festival de Sanremo, où ils finissent 17e. Bien que se concentrant sur les concerts, le groupe publie un autre album, simplement intitulé Orme en 1990. En 1992, Pagliuca joue pendant deux décennies au sein du groupe jusqu'à l'arrivée de Michele Bon. Plus tard, ils recrutent Francesco Sartori au piano.

### Retour aux origines (1992–2009)

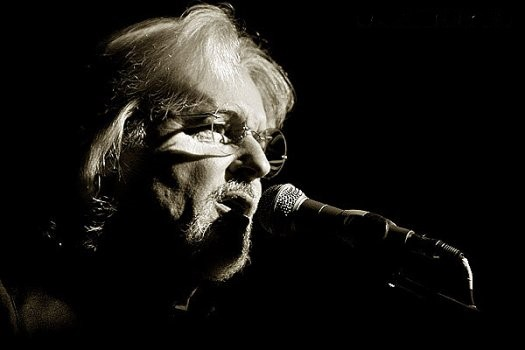
Aldo Tagliapietra en 2007.

Encouragé par le succès de leurs concerts et par les ventes de leur anthologie 1970-1980, le groupe revient en studio. En résulte l'album Il fiume en 1995, un « retour triomphant » vers un style musical qui les a rendus célèbres il y a vingt ans. Quelques concerts, culminant à des festivals de rock progressif à Los Angeles, Québec et Mexico, suivent. Deux autres albums sont publiés, Elementi en 2001 et L'infinito en 2004, terminant avec Il fiume, une trilogie sur le concept du « savoir-être » de l'humain. Le Orme joue en tête d'affiche du NEARFest en 2005, puis revient comme trio à plusieurs concerts nationaux et internationaux.

### Post-Tagliapietra (depuis 2009)
À la fin 2009, Aldo Tagliapietra quitte le groupe. Il est remplacé au chant par Jimmy Spitaleri du groupe de rock progressif Metamorfosi. En 2011, le groupe publie La via della seta, un album-concept inspiré par le Silk Road.
En 2016, ils reviennent avec un autre nouvel album, Felona e/and Sorona. En 2017, ils annoncent un nouvel album studio, qui reprendra des classiques du groupe.  Ils feront participer la soprano Marta Centurioni et le ténor finlandais Eero Kaarlo Ilmari Lasorla. L'album s'intitule ClassicOrme.

## Discographie
- 1968 : Ad gloriam
- 1969 : L'Aurora
- 1971 : Collage
- 1972 : Uomo di pezza
- 1973 : Felona e sorona
- 1974 : Contrappunti
- 1974 : In concerto
- 1975 : Smogmagica
- 1976 : Verita Nascoste
- 1977 : Storia o leggenda
- 1979 : Florian
- 1980 : Piccola rapsodia dell'ape
- 1982 : Venerdi
- 1986 : Live Orme
- 1990 : Orme
- 1996 : Il Fiume
- 1997 : Amico di Ieri
- 2001 : Elementi
- 2004 : L'infinito
- 2011 : La via della seta
- 2016 : Felona e/and Sorona
- 2017 : ClassicOrme
- 2024 : Il leone e la bandiera